# Vampierster

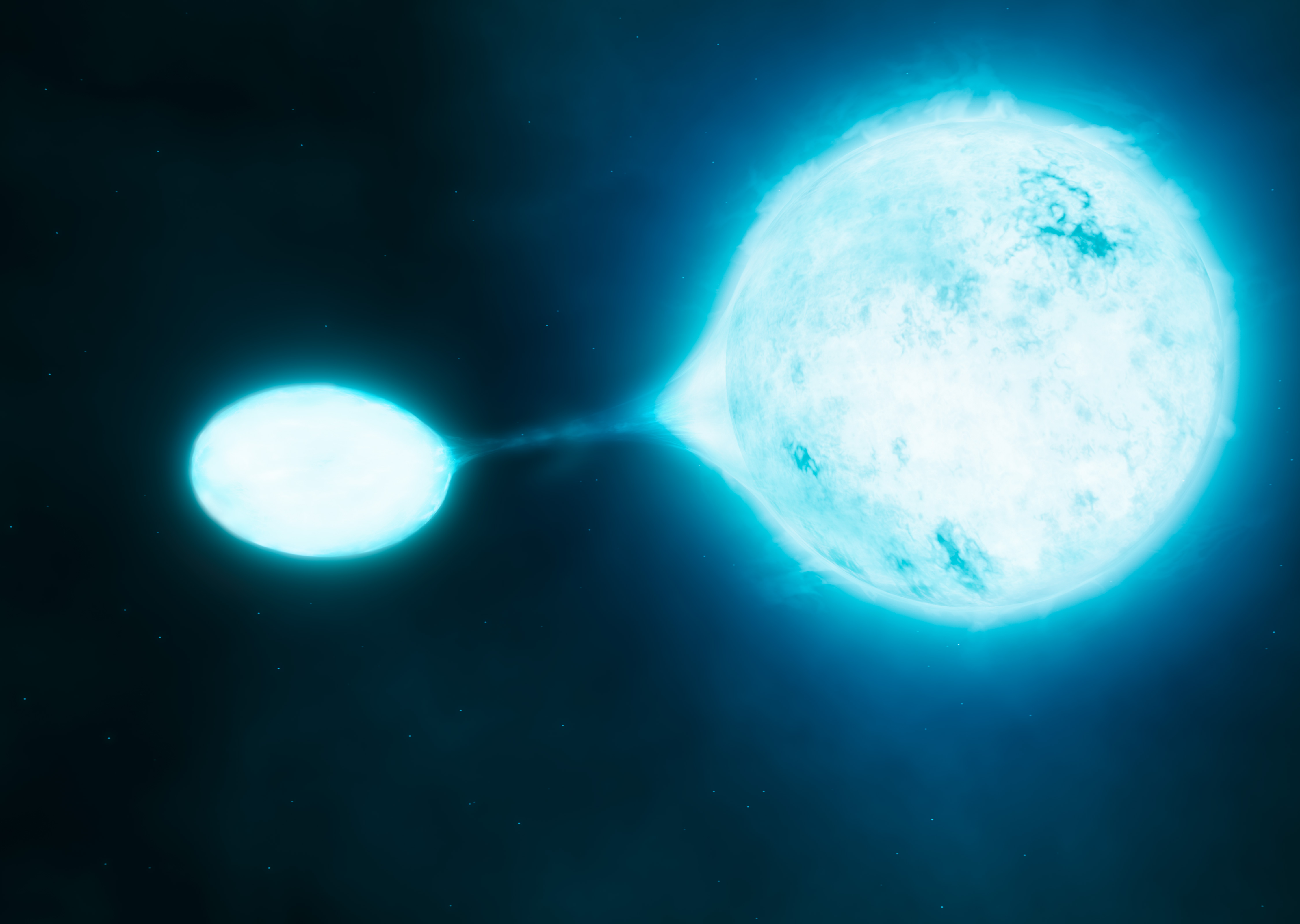
Een vampierster (links)

Een vampierster is een component van een cataclysmisch variabele ster, die materie van een andere ster wegneemt. Hiervoor moet de ster zich zeer dicht in de buurt bevinden van een andere ster, zoals in een compacte dubbelster. Vampiersterren kunnen ook voorkomen in gevallen van sterren wier banen door de ruimte elkaar kruisen. Het laatste doet zich voornamelijk voor in sterrenhopen. Als een van of beide sterren voldoende materie bevat(ten), kan de massaoverdracht of botsing resulteren in een type Ia-supernova.
Twee recent ontdekte vampiersterren bevinden zich beide in een dubbelstersysteem. V445 Puppis bevat een witte dwerg die materie opslurpt van haar begeleidende ster. Als de Chandrasekhar-limiet wordt overschreden, zal de ster exploderen als een supernova. Ondanks het feit dat reeds in 2000 een nova-explosie werd waargenomen, is de kans hierop nog steeds aanwezig. In een andere dubbelster heeft pulsar PSR J1745+10 haar begeleidende ster al vrijwel helemaal leeggezogen.

## Etymologie
De naam "vampierster" verwijst naar de vampier. Dit mythische wezen drinkt bloed van anderen om er zelf sterker van te worden, ongeveer hetzelfde principe als een vampierster.